# Cour d'honneur

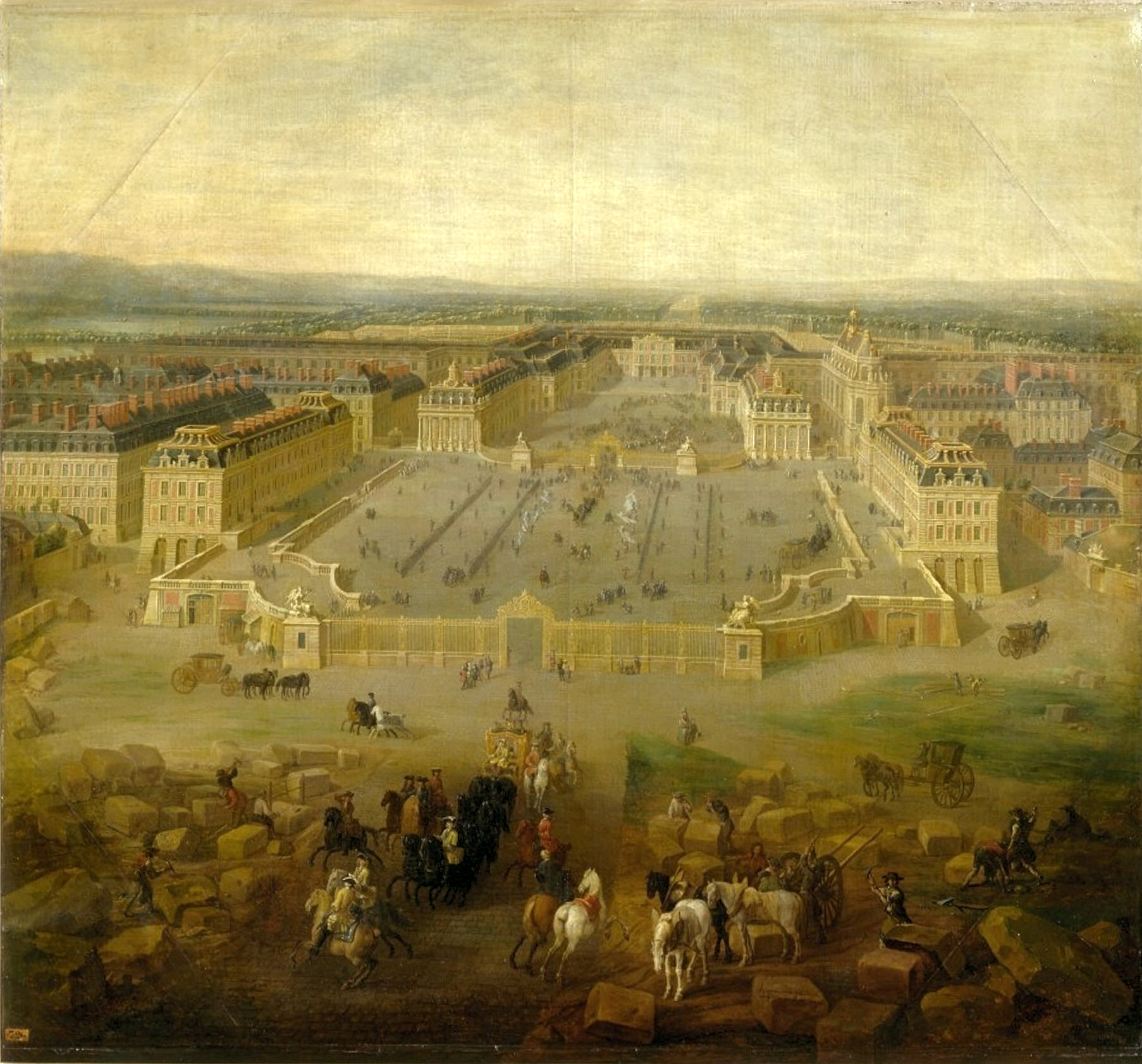
Vue de la cour d'honneur de Versailles

La cour d'honneur est une cour qui se trouve à l'entrée d'un édifice important, château, hôtel particulier, ou palais, et qui dans l'architecture classique est souvent formée par le corps de logis ou fond ou bâtiment principal, flanqué d'une aile en avancée de chaque côté et abritant souvent les communs ou des corps de bâtiments annexes. Elle est donc fermée de trois côtés.
La cour d'honneur peut être fermée aussi du côté de la rue ou de l'allée d'honneur par une grille ou un autre bâtiment que l'on traverse par un porche pour y pénétrer.

## Pages détaillées
- La cour d'honneur du château de Versailles a constitué pendant longtemps le modèle des cours d'honneur en Europe.
- La cour d'honneur du palais des papes.